# José Óscar Herrera
José Óscar Herrera Corominas (ur. 17 czerwca 1965) – urugwajski piłkarz, prawy obrońca. Wzrost 181 cm, waga 71 kg.

## Życiorys
Herrera rozpoczął karierę w klubie CA Peñarol, z którym dwukrotnie zdobył mistrzostwo Urugwaju (w 1985 i 1986) oraz zwyciężył w turnieju Copa Libertadores 1987.
Jako gracz Peñarolu wziął udział w turnieju Copa América 1989, gdzie Urugwaj został wicemistrzem Ameryki Południowej. Herrera wystąpił we wszystkich 7 meczach - w 4 grupowych z Ekwadorem, Boliwią, Chile i Argentyną, oraz w 3 finałowych z Paragwajem, Argentyną i Brazylią.
W 1989 przeniósł się do Hiszpanii, gdzie przez rok grał w klubie UE Figueres. Jako piłkarz tego klubu wziął udział w finałach mistrzostw świata w 1990 roku, gdzie Urugwaj dotarł do 1/8 finału. Herrera zagrał w 3 meczach grupowych - z Hiszpanią, Belgią i Koreą Południową.
Po mistrzostwach został piłkarzem włoskiego klubu Cagliari Calcio, w którym rozegrał ponad 100 meczów. Jako piłkarz Cagliari był w kadrze Urugwaju podczas turnieju Copa América 1993, gdzie Urugwaj dotarł do ćwierćfinału. Herrera nie wystąpił jednak w żadnym ze spotkań.
Wciąż jako gracz Cagliari wziął udział w turnieju Copa América 1995, gdzie Urugwaj zdobył tytuł mistrza Ameryki Południowej. Zagrał we wszystkich 6 meczach - z Wenezuelą, Paragwajem, Meksykiem, Boliwią, Kolumbią i Brazylią. W meczu finałowym przeciwko Brazylii strzelił bramkę w decydującej o tytule rozgrywce rzutów karnch.
Po zwycięskim turnieju został piłkarzem klubu Atalanta BC, a w 1996 opuścił Włochy i przeszedł do meksykańskiego klubu Cruz Azul. Rok później grał już w Argentynie, w klubie Newell’s Old Boys Rosario.
W końcowej fazie swojej kariery Herrera grał w klubach urugwajskich - w Peñarolu, Racing Montevideo i Montevideo Wanderers. W 2001 zdołał także zaliczyć sezon w chińskim klubie Shandong Luneng Taishan.
Herrera od 7 sierpnia 1988 do 30 kwietnia 1997 rozegrał w reprezentacji Urugwaju 57 meczów i zdobył 4 bramki.

## Sukcesy
| Sezon | Drużyna    | Tytuł             |
| ----- | ---------- | ----------------- |
| 1985  | CA Peñarol | Mistrz Urugwaju   |
| 1986  | CA Peñarol | Mistrz Urugwaju   |
| 1987  | CA Peñarol | Copa Libertadores |
| 1995  | Urugwaj    | Copa América      |